# George Macready
George Peabody Macready Jr. (* 29. August 1899 in Providence, Rhode Island; † 2. Juli 1973 in Los Angeles, Kalifornien) war ein US-amerikanischer Theater- und Filmschauspieler.

## Leben
Macready, der nach eigenen Angaben ein Nachfahre des im 19. Jahrhundert berühmten Shakespeare-Schauspielers William Macready war, begann sich nach erfolgreichem Abschluss seines Studiums an der Brown University von Providence als Kunstsammler zu betätigen. Mit seinem Freund, dem Schauspieler Vincent Price, baute er im Los Angeles der 1940er Jahre eine profitable Kunstgalerie auf. Bevor er in Filmen auftrat, war er ein gefragter Schauspieler am Broadway, speziell in Stücken von Shakespeare.
Mit dem besonderen Kennzeichen einer Narbe, die von einem Autounfall stammte, wurde er meist als gerissener, skrupelloser, aristokratisch wirkender Bösewicht besetzt. Seine wohl berühmteste Rolle spielte er in Charles Vidors Meisterwerk Gilda (1946), namentlich die des mysteriösen und ambivalenten Casinobesitzers Ballin Mundson, an der Seite von Glenn Ford und Rita Hayworth. Neben Glenn Ford war er auch noch 1952 in Der eiserne Handschuh zu sehen. Eine andere vielbeachtete Rolle, die des fanatischen französischen Generals, der im Ersten Weltkrieg seiner Artillerie befiehlt, auf die eigenen Truppen zu schießen, verkörperte er in Stanley Kubricks Klassiker Wege zum Ruhm (1957).
Später in seiner Karriere tauchte er in zahlreichen Fernsehproduktionen auf, unter anderem als Martin Peyton in der Serie Peyton Place (1965–1968). 1970 spielte er eine seiner letzten Rollen als Franklin D. Roosevelts Staatssekretär Cordell Hull im Kriegsfilm Tora! Tora! Tora!, der vom Angriff auf Pearl Harbor handelt.
Macready war mit Elizabeth Patterson verheiratet, mit der er drei Kinder hatte. Er verstarb 1973 an einem Lungenemphysem.

## Filmografie (Auswahl)
- 1942: Commandos Strike at Dawn
- 1944: Follow the Boys
- 1944: Dr. Wassells Flucht aus Java (The Story of Dr. Wassell)
- 1944: Das siebte Kreuz (The Seventh Cross)
- 1944: Wilson
- 1944: The Soul of a Monster
- 1944: Der Ring der Verschworenen (The Conspirators)
- 1945: Polonaise (A Song to Remember)
- 1945: The Monster and the Ape
- 1945: Mein Name ist Julia Ross (My Name Is Julia Ross)
- 1946: Mein Herz gehört dem Rebellen (The Fighting Guardsman)
- 1946: Der Bandit und die Königin (The Bandit of Sherwood Forest)
- 1946: Gilda
- 1946: Flucht von der Teufelsinsel (The Return of Monte Cristo)
- 1947: Eine Göttin auf Erden (Down to Earth)
- 1948: Blutfehde (The Swordsman)
- 1948: Spiel mit dem Tode (The Big Clock)
- 1948: Schwarze Pfeile (The Black Arrow)
- 1948: Abrechnung in Coroner Creek (Coroner Creek)
- 1948: Die Geliebte des Marschalls (The Gallant Blade)
- 1949: Vor verschlossenen Türen (Knock on Any Door)
- 1949: Banditen am Scheideweg (The Doolins of Oklahoma)
- 1949: Der Agent aus der Hölle (Alias Nick Beal)
- 1950: Der Nevada-Mann (The Nevadan)
- 1950: Liebe unter schwarzen Segeln (Fortunes of Captain Blood)
- 1950: Robin Hoods Vergeltung (Rogues of Sherwood Forest)
- 1950: Der Wüstenfalke (The Desert Hawk)
- 1951: Tarzan und die Dschungelgöttin (Tarzan’s Peril)
- 1951: Rommel, der Wüstenfuchs (The Desert Fox: The Story of Rommel)
- 1951: Polizeirevier 21 (Detective Story)
- 1951: Dschingis Khan – Die goldene Horde (The Golden Horde)
- 1952: Der eiserne Handschuh (The Green Glove)
- 1953: Im Reiche des goldenen Condor (Treasure of the Golden Condor)
- 1953: Julius Caesar
- 1953: Der schweigsame Fremde (The Stranger Wore a Gun)
- 1953: Das goldene Schwert (The Golden Blade)
- 1954: Duffy of San Quentin
- 1954: Vera Cruz
- 1955–1964: Alfred Hitchcock präsentiert (Alfred Hitchcock Presents, Fernsehserie, 4 Folgen)
- 1956: Ein Kuß vor dem Tode (A Kiss Before Dying)
- 1956: Duell am Apachenpaß (Thunder Over Arizona)
- 1957: Wege zum Ruhm (Paths of Glory)
- 1957: Arizona-Express (Gunfire at Indian Gap)
- 1958: Rauchende Colts (Gunsmoke, Fernsehserie, Folge 4x10)
- 1958: Der Texaner (The Texan, Fernsehserie, Folge 1x13)
- 1958, 1960: Westlich von Santa Fé (The Rifleman, Fernsehserie, 2 Folgen)
- 1958–1963: Perry Mason (Fernsehserie, 4 Folgen)
- 1959: Die Killer von Dakota (Plunderers of Painted Flats)
- 1959: Bonanza (Fernsehserie, Folge 1x01)
- 1959: Jet Over the Atlantic
- 1959, 1960: The Rebel (Fernsehserie, 2 Folgen)
- 1959, 1961: Am Fuß der blauen Berge (Laramie, Fernsehserie, 2 Folgen)
- 1961: Route 66 (Fernsehserie, Folge 1x21)
- 1962: Zwei Wochen in einer anderen Stadt (Two Weeks in Another Town)
- 1962: Taras Bulba
- 1962: Sprung aus den Wolken (Ripcord, Fernsehserie, Folge 1x36)
- 1963: Dr. Kildare (Fernsehserie, Folge 2x15)
- 1963: The Dakotas (Fernsehserie, Folge 1x03)
- 1964: Twilight Zone (The Twilight Zone, Fernsehserie, Folge 5x15 40 Jahre sind ein Tag)
- 1964: Sieben Tage im Mai (Seven Days in May)
- 1964: Der schwarze Kreis (Dead Ringer)
- 1964: Das große Abenteuer (The Great Adventure, Fernsehserie, Folge 1x21)
- 1964: The Outer Limits (Fernsehserie, 2 Folgen)
- 1964: Wohin die Liebe führt (Where Love Has Gone)
- 1965: FBI jagt Phantom (The Human Duplicators)
- 1965: Memorandum for a Spy (Asylum for a Spy, Fernsehfilm)
- 1965: Kentucky Jones (Fernsehserie, Folge 1x25)
- 1965: Zivilcourage (Profiles in Courage, Fernsehserie, Folge 1x21)
- 1965: Das große Rennen rund um die Welt (The Great Race)
- 1965, 1967: Solo für O.N.C.E.L. (The Man from U.N.C.L.E., Fernsehserie, 2 Folgen)
- 1965–1968: Peyton Place (Fernsehserie, 165 Folgen)
- 1966: Fame Is the Name of the Game (Fernsehfilm)
- 1968: Mini-Max (Get Smart, Fernsehserie, Folge 3x21)
- 1969: Night Gallery (Fernsehserie, eine Folge)
- 1969: Lancer (Fernsehserie, Folge 2x10)
- 1969: Daughter of the Mind (Fernsehfilm)
- 1970: Tora! Tora! Tora!
- 1971: Die sieben Pranken des Satans (The Return of Count Yorga)